# Tremor (vulcanología)

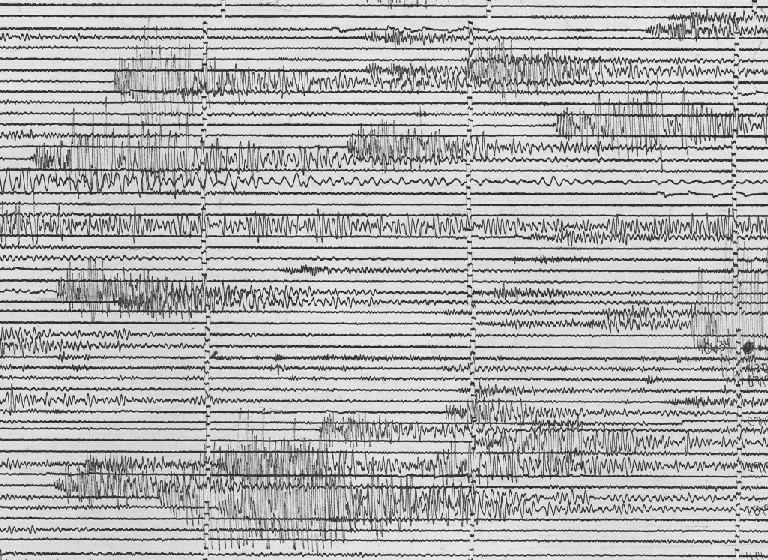
Sismógrafo registrando un tremor.

Un tremor es un tipo de terremoto característico de los volcanes, causado por el movimiento del magma.
Es incorrecta, aunque extendida la pronunciación trémor, corrupción derivada de la palabra en inglés.
Los golpes del magma con las paredes de la cámara magmática o en el conducto de salida, las explosiones de las bolsas de gas o los golpes de los bloques sólidos arrancados y arrastrados en el ascenso contra las paredes de la chimenea volcánica, producen un tipo de vibraciones características, que cuando son detectadas por los sismómetros pueden servir para anunciar la aparición de magma en el exterior.

## Características
La poca energía que se emplea en producir las vibraciones, comparada con la de un sismo de naturaleza tectónica, hace que los temblores sean imperceptibles para las personas, por lo que su caracterización se hace mediante el registro de un sismómetro.

## Precursor de una erupción volcánica
La poca energía involucrada, hace que cuando se registra un tremor suele corresponder a un movimiento de magma cercano a la superficie, y por tanto puede ser precursor del comienzo de una erupción volcánica.